# Jardín Botánico de Bayeux
El Jardín Botánico de Bayeux (en francés: Jardin botanique de Bayeux, también lJardin public de Bayeux) es un jardín botánico y parque de propiedad municipal de 2.6 hectáreas de extensión de Bayeux,  departamento de Calvados, Francia. Está abierto al público en durante todo el año y sin pagar ninguna tarifa de visita.
Este jardín botánico fue inscrito en 2008 como Monumento histórico de Francia.

## Historia
Su creación se debe a la generosidad de un ciudadano de Bayeux, Charlemagne Jean-Delamare (1772-1858) el cual, en 1851, donó a la ciudad los terrenos en los que se encuentra el parque. 
El donante tenía la intención de que se creara un jardín destinado a la enseñanza hortícola. Elige para eso las antiguas parcelas agrícolas situadas en la periferia de la ciudad.
El municipio, sin embargo, reorienta el proyecto hacia otra vía. Respondiendo a las exigencias de la modernidad y el desarrollo urbano, se reconoce como una necesidad la creación de un parque público. 
El jardín fue diseñado por Eugène Bühler (1822-1907) ayudado por su hermano Denis diseñadores de un gran número de espacios públicos entre los que destacan el "Parc de la Tête d'Or" de Lyon y el "Jardin du Thabor" de Rennes. 
El jardín abre sus puertas al público en 1864. 
Las principales especies arbóreas plantadas entre 1859 y 1864 están actualmente presentes y en proporciones equivalentes al proyecto de E. Bühler. 

## Colecciones
Entre los 400 árboles que alberga, el espécimen más espectacular es sin ninguna duda su famosa “haya llorona” (fagus sylvatica pendula) clasificada como monumento natural desde 1932 y como « Arbre remarquable de France » en el año 2000. Se estima que fue plantado hacia 1860, tiene 40 metros de diámetro.
Otros árboles notables son el Sophora japonica, la Sequoia gigantea, la Koelreuteria paniculata. 
Muchos árboles fueron plantados durante la creación del jardín. Otros fueron sustituidos de la misma manera.
Se encuentra en el jardín un busto de Carlomagno obra de John Delamare.

Detalles
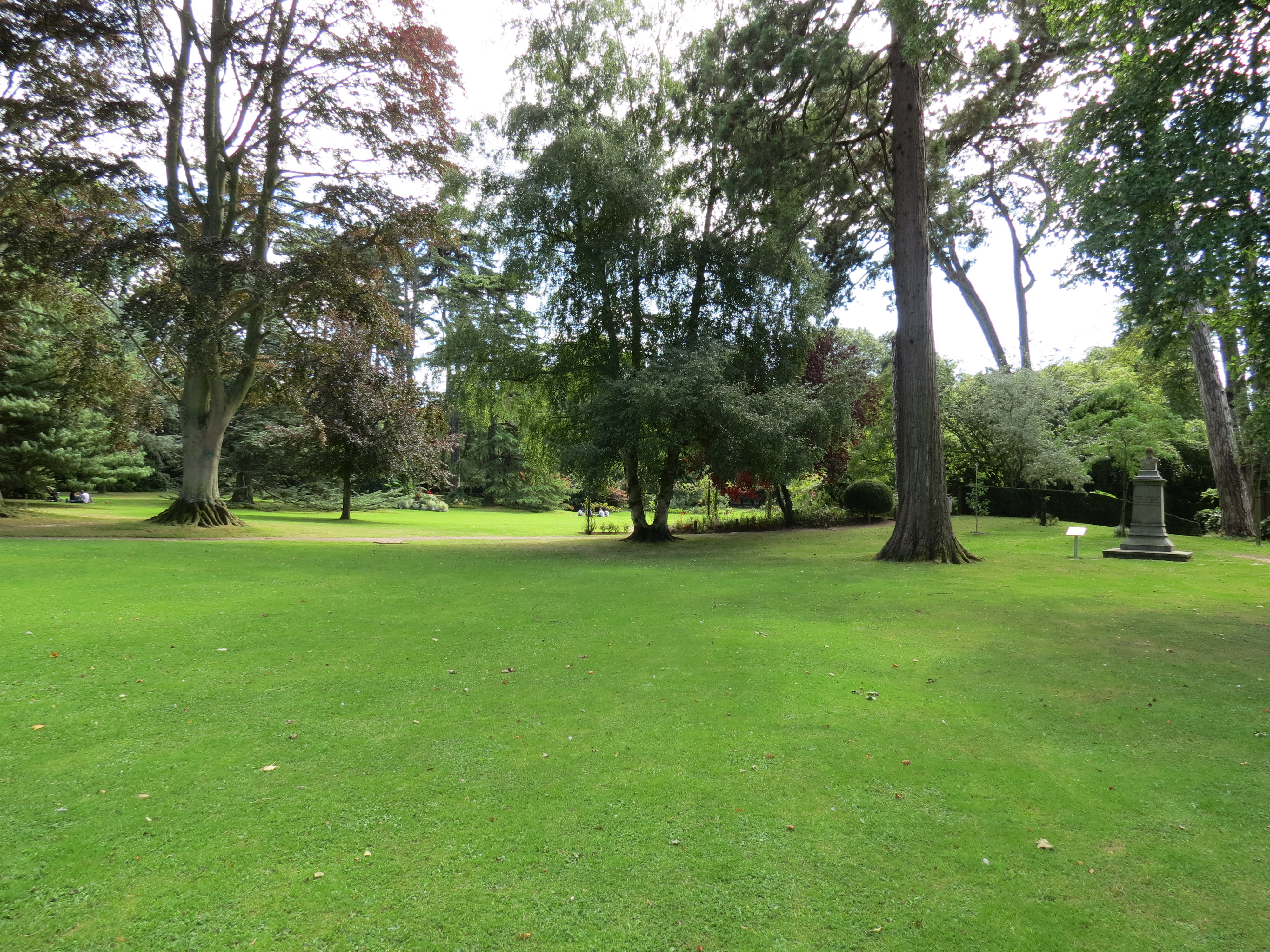
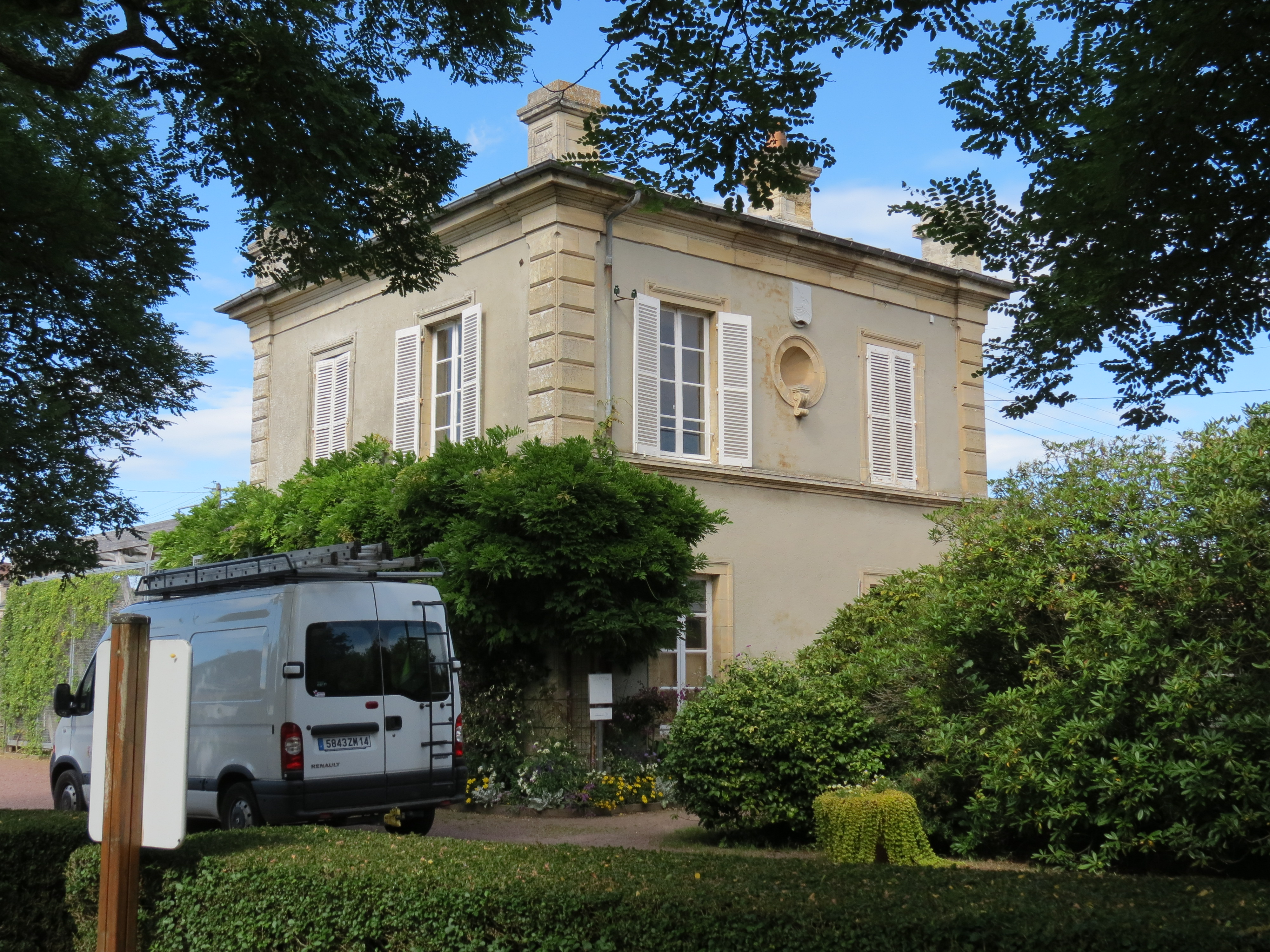
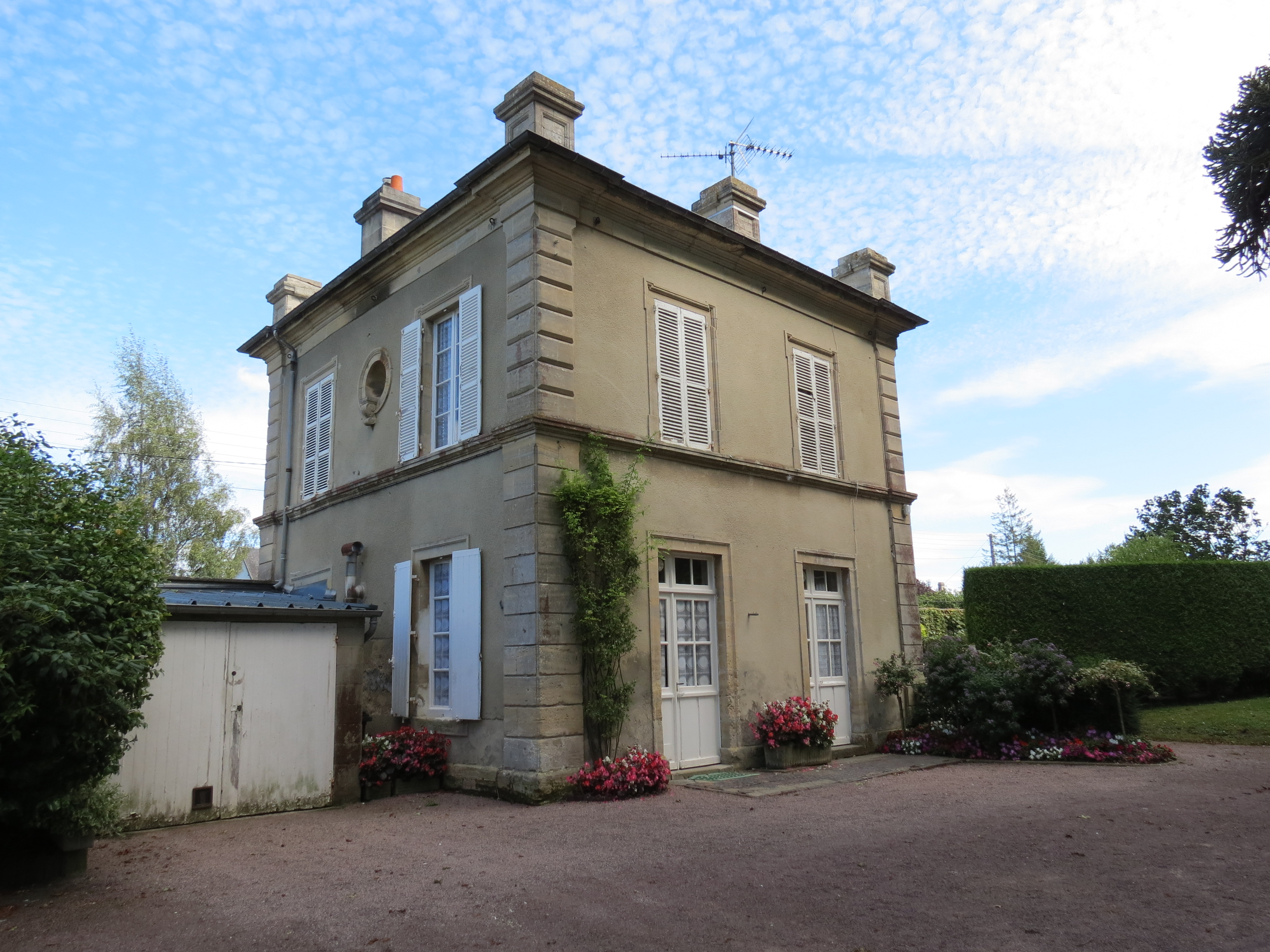
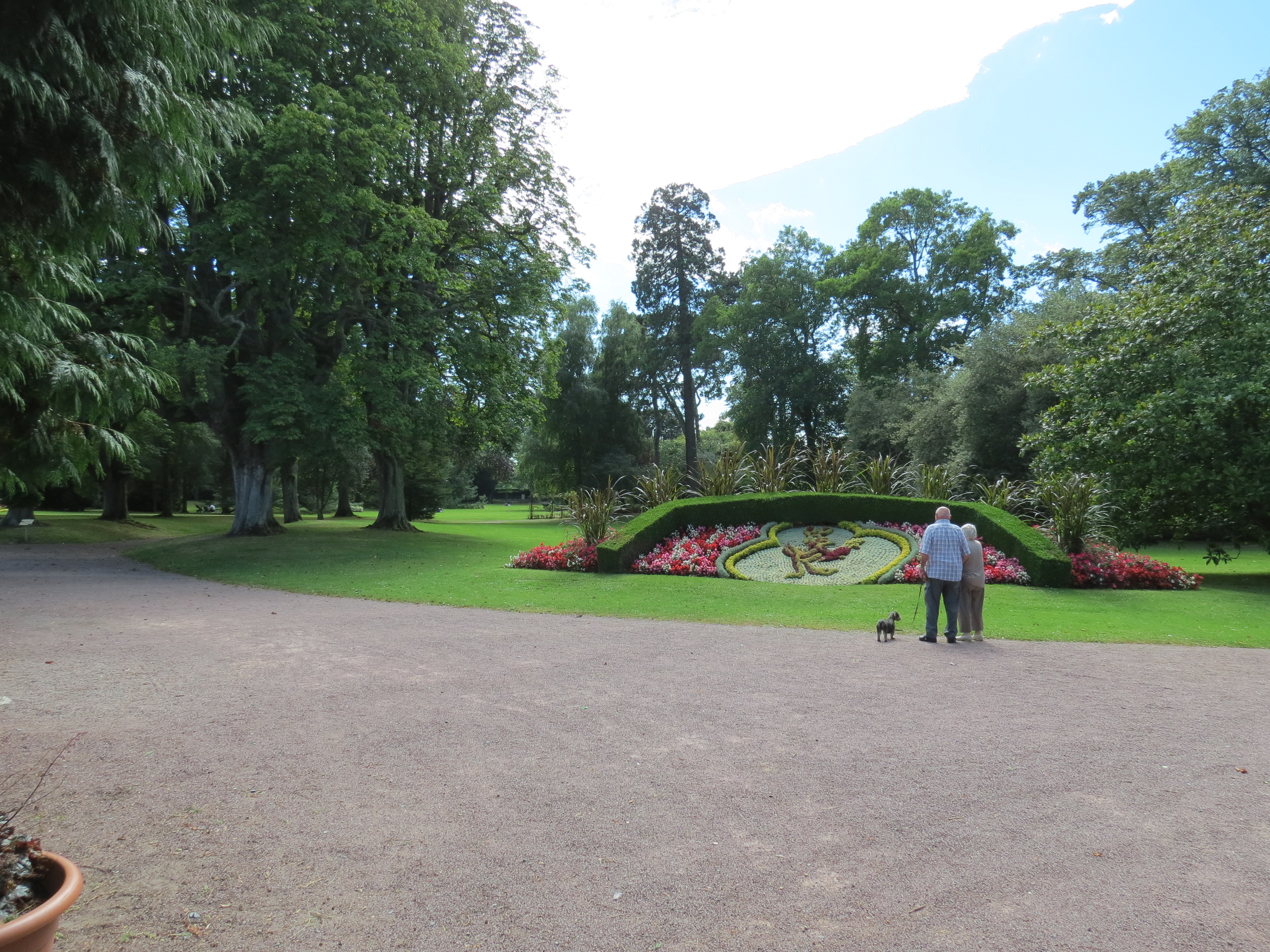